# Europees kampioenschap voetbal onder 18 - 2000
Het Europees kampioenschap voetbal mannen onder 18 werd gehouden in 2000 in Duitsland. Er werd gespeeld vanaf 17 tot en met 24 juli 2000. Het toernooi werd voor de derde keer gewonnen door Frankrijk. In de finale werd Oekraïne met 1–0 verslagen. Duitsland werd derde.
Dit toernooi bood ook de mogelijkheid tot kwalificatie voor het wereldkampioenschap onder 20 in 2001 in Argentinië. De nummers één, twee en drie van de twee groepen kwalificeerden zich voor dit toernooi. Uiteindelijk zouden Frankrijk, Oekraïne, Duitsland, Tsjechië, Finland en Nederland zich voor dat toernooi kwalificeren.

## Gekwalificeerde landen
| # | Land      | Gekwalificeerd als    |
| - | --------- | --------------------- |
| 1 | Duitsland | Gastland              |
| 2 | Oekraïne  | Winnaars tweede ronde |
| 3 | Rusland   | Winnaars tweede ronde |
| 4 | Finland   | Winnaars tweede ronde |
| 5 | Tsjechië  | Winnaars tweede ronde |
| 6 | Kroatië   | Winnaars tweede ronde |
| 7 | Nederland | Winnaars tweede ronde |
| 8 | Frankrijk | Winnaars tweede ronde |

## Groepsfase

### Groep A
| Pos. | Land      | GW | W | G | V | DV | DT | +/− | Ptn. |
| ---- | --------- | -- | - | - | - | -- | -- | --- | ---- |
| 1    | Oekraïne  | 3  | 2 | 1 | 0 | 3  | 1  | +2  | 7    |
| 2    | Duitsland | 3  | 2 | 0 | 1 | 6  | 3  | +3  | 6    |
| 3    | Nederland | 3  | 1 | 1 | 1 | 3  | 3  | 0   | 4    |
| 4    | Kroatië   | 3  | 0 | 0 | 3 | 3  | 8  | –5  | 0    |

|              |           |            |          |                                                   |
| 17 juli 2000 | Duitsland | 0–1        | Oekraïne | Mannheim Scheidsrechter: Tom Henning Øvrebø (NOR) |
| 17 juli 2000 |           | 63' Byelik |          | Mannheim Scheidsrechter: Tom Henning Øvrebø (NOR) |

|              |           |     |         |                                                 |
| 17 juli 2000 | Nederland | 3–0 | Kroatië | Ludwigsburg Scheidsrechter: Orhan Erdemir (TUR) |
| 17 juli 2000 |           |     |         | Ludwigsburg Scheidsrechter: Orhan Erdemir (TUR) |

|              |           |     |           |                                            |
| 19 juli 2000 | Duitsland | 3–0 | Nederland | Heilbronn Scheidsrechter: Mike Riley (ENG) |
| 19 juli 2000 |           |     |           | Heilbronn Scheidsrechter: Mike Riley (ENG) |

|              |          |     |         |                                                    |
| 19 juli 2000 | Oekraïne | 2–1 | Kroatië | Forst Scheidsrechter: Manuel Mejuto González (ESP) |
| 19 juli 2000 |          |     |         | Forst Scheidsrechter: Manuel Mejuto González (ESP) |

|              |         |     |           |                                                       |
| 21 juli 2000 | Kroatië | 2–3 | Duitsland | Stuttgart Scheidsrechter: Paulo Paraty da Silva (POR) |
| 21 juli 2000 |         |     |           | Stuttgart Scheidsrechter: Paulo Paraty da Silva (POR) |

|              |           |     |          |                                                |
| 21 juli 2000 | Nederland | 0–0 | Oekraïne | Sinsheim Scheidsrechter: Carlos Amarilla (PAR) |
| 21 juli 2000 |           |     |          | Sinsheim Scheidsrechter: Carlos Amarilla (PAR) |

### Groep B
| Pos. | Land      | GW | W | G | V | DV | DT | +/− | Ptn. |
| ---- | --------- | -- | - | - | - | -- | -- | --- | ---- |
| 1    | Frankrijk | 3  | 2 | 0 | 1 | 4  | 2  | +2  | 6    |
| 2    | Tsjechië  | 3  | 1 | 1 | 1 | 4  | 4  | 0   | 4    |
| 3    | Finland   | 3  | 1 | 1 | 1 | 5  | 5  | 0   | 4    |
| 4    | Rusland   | 3  | 0 | 2 | 1 | 2  | 4  | –2  | 2    |

|              |                  |     |               |                                                                                  |
| 17 juli 2000 | Tsjechië         | 1–1 | Rusland       | Impuls Arena, Augsburg Toeschouwers: 3.000 Scheidsrechter: Carlos Amarilla (PAR) |
| 17 juli 2000 | Macek 60' (pen.) |     | 66' Shchipkov | Impuls Arena, Augsburg Toeschouwers: 3.000 Scheidsrechter: Carlos Amarilla (PAR) |

|              |             |     |         |                                                                         |
| 17 juli 2000 | Frankrijk   | 1–2 | Finland | Sportpark Ansbach, Ansbach Scheidsrechter: Manuel Mejuto González (ESP) |
| 17 juli 2000 | Ahamada 24' |     |         | Sportpark Ansbach, Ansbach Scheidsrechter: Manuel Mejuto González (ESP) |

|              |          |            |           | |
| 19 juli 2000 | Tsjechië | 0–1        | Frankrijk | Stadion im Stauferpark, Donauwörth Toeschouwers: 4.000 Scheidsrechter: Paulo Paraty da Silva (POR) |
| 19 juli 2000 |          | Mathis 10' |           | Stadion im Stauferpark, Donauwörth Toeschouwers: 4.000 Scheidsrechter: Paulo Paraty da Silva (POR) |

|              |         |     |         |                                                      |
| 19 juli 2000 | Rusland | 1–1 | Finland | Schwäbisch Gmünd Scheidsrechter: Orhan Erdemir (TUR) |
| 19 juli 2000 |         |     |         | Schwäbisch Gmünd Scheidsrechter: Orhan Erdemir (TUR) |

|              |                              |     |                                        |                                                                                           |
| 21 juli 2000 | Finland                      | 2–3 | Tsjechië                               | Reiser Sportpark, Nördlingen Toeschouwers: 4.100 Scheidsrechter: Tom Henning Øvrebø (NOR) |
| 21 juli 2000 | Bureš 48' (e.d.) Sjölund 73' |     | 53' (pen.) Macek 57' Baroš 63' Kobylík | Reiser Sportpark, Nördlingen Toeschouwers: 4.100 Scheidsrechter: Tom Henning Øvrebø (NOR) |

|              |                      |     |         |                                               |
| 21 juli 2000 | Frankrijk            | 2–0 | Rusland | Gundelfingen Scheidsrechter: Mike Riley (ENG) |
| 21 juli 2000 | Givet 73' Mathis 84' |     |         | Gundelfingen Scheidsrechter: Mike Riley (ENG) |

## Knock-outfase

### Troostfinale
|              |                                           |     |          |                                                                                        |
| 23 juli 2000 | Duitsland                                 | 3–1 | Tsjechië | Landkreisstadion, Aichach Toeschouwers: 3.900 Scheidsrechter: Tom Henning Øvrebø (NOR) |
| 23 juli 2000 | Gemiti 48' Auer 63' (pen.) Jungnickel 69' |     | 3' Baroš | Landkreisstadion, Aichach Toeschouwers: 3.900 Scheidsrechter: Tom Henning Øvrebø (NOR) |

### Finale
|              |            |     |          |                                                                                     |
| 24 juli 2000 | Frankrijk  | 1–0 | Oekraïne | Frankenstadion, Neurenberg Toeschouwers: 32.000 Scheidsrechter: Orhan Erdemir (TUR) |
| 24 juli 2000 | Bugnet 81' |     |          | Frankenstadion, Neurenberg Toeschouwers: 32.000 Scheidsrechter: Orhan Erdemir (TUR) |